# Duri Kulon
Duri Kulon is een bestuurslaag in het regentschap Lamongan van de provincie Oost-Java, Indonesië. Duri Kulon telt 1084 inwoners (volkstelling 2010).